# Udruženje diskografske industrije Amerike
Udruženje diskografske industrije Amerike (eng. Recording Industry Association of America, skraćeno RIAA) je trgovačka organizacija koja predstavlja distributere glazbene industrije u Sjedinjenim Američkim Državama. Članovi organizacije su diskografske kuće i distributeri koji stvaraju, proizvode i distributiraju oko 85% svih legalno prodanih nosača zvuka u Sjedinjenim Američkim Državama. Središte organizacije je u Washingtonu, D.C., glavnom gradu Sjedinjenih Država.

## Predsjednici
- Goddard Lieberson (1964. – 1977.)
- Jay Berman (1977. – 1985.)
- Stanley Gortikov (1985. – 1998.)
- Hilary Rosen (1998. – 2001.)
- Cary Sherman (2001. – 2011.)

## Vanjske poveznice
- Službena stranica